# Cylindromyia mirabilis
Cylindromyia mirabilis là một loài ruồi trong họ Tachinidae.